# 怪獣のバラード
怪獣のバラード（かいじゅうのばらーど）とは岡田冨美子が作詞、東海林修が作曲した歌である。1972年6月、NHK総合テレビの音楽番組『ステージ101』の番組オリジナルソングとして発表された。

## 概要
本曲は1972年4月に『ステージ101』の音楽監督に就任した東海林が初めて手掛けた番組オリジナルソングの一つであり、1972年6月4日の放送回で、レギュラー出演者のコーラス・グループ「ヤング101」の歌によって発表された。番組で披露される時にはヤング101と共に着ぐるみの怪獣が出演した。
1972年7月25日にヤング101のEPレコード（EXPRESS ETP-2710）として発売され、同年9月5日に発売されたアルバム『怪獣のバラード』（EXPRESS ETP-8198）にも収録された。冒頭部分で軽快な巻き舌を披露しているのは、当時ヤング101のメンバーであった串田アキラである。
テンポの速い曲（BPM：162）で、ホ長調である。また、ピアノ伴奏は右手で弾く部分が多い。

## 編曲の変遷
ヤング101のオリジナルの編曲は、作曲者の東海林が行った。現在発売されている楽譜には、橋本祥路編曲のもの、松下耕編曲のもの、東海林が新しく編曲し直したもの（『怪獣のバラード21』）がある。橋本と松下が編曲したものは混声三部合唱で、東海林が編曲したものは混声四部合唱である。

## カバー
- 林アキラがLP『アキラおにいさんとうたおう しまうまグルグル おしゃべりきかんしゃ』（東芝レコード TC-50130）でカバーした。
- 2001年11月21日には、TOASTGIRLによってカバーされたものがCDシングルとして発売された。
- 2002年8月10日にヤング101の元メンバー26名が大宮ソニックシティから中継されたNHKの『第34回思い出のメロディー』で熱唱し、2003年に発売されたCD『GOLDEN☆BEST / ステージ101 ヤング青春の日々』（MHCL-240）に「怪獣のバラード2002」として収録した。
- 新座市立第三中学校合唱部による録音が、2002年11月18日発売『子供の歌(6) 楽しく歌おう』（キープ／日本クラウン、CD：TCD-506／カセット：TMC-506）に収録された。

- 2011年7月23日放送のテレビアニメ『日常』第17話において、伊藤真澄の編曲で、本多真梨子、相沢舞、富樫美鈴（それぞれの役名での合唱）によるカバーが使用された。同年10月5日に発売された関連CD『日常の合唱曲』にも収録された。
- 2013年のバンド維新のために、浜松市文化振興財団の委嘱で「怪獣のバラード2013」が発表された[3][4][5]。
- 2017年7月26日には、田中真弓と森の木児童合唱団  によってカバーされたものがCDアルバム『2017 はっぴょう会 (4) キュータマダンシング!』に収録されて発売された。
- 2017年10月11日には、レジェンドによってカバーされたものがCDアルバム『ふるさとの合唱』に収録されて発売された。
- 2019年12月23日放送のテレビドラマ『歌のおじさんEたん』第1話において、Little Glee Monsterによるカバーが発表された。